# Tumulus de Blehen
Le tumulus de Blehen ou tombe de Blehen est un tumulus situé à Blehen dans la commune belge de Hannut en province de Liège.

## Localisation
Ce tumulus planté de quelques arbres et couvert d'une végétation au sol se situe dans la campagne cultivée au nord du village hesbignon de Blehen entre la rue du Tumulus et la rue de Boëlhe. Il a un diamètre d'environ trente mètres et une circonférence de 92 m.
À une trentaine de mètres au sud du tumulus, se trouve la chapelle Saint Donat datant de 1755. Cette chapelle tient lieu de sépulture à Gérard de Collaert, colonel des hussards de l’Empire français mort le 17 juin 1816.
Le site du tumulus et de la chapelle est repris sur la liste du patrimoine immobilier classé de Hannut.

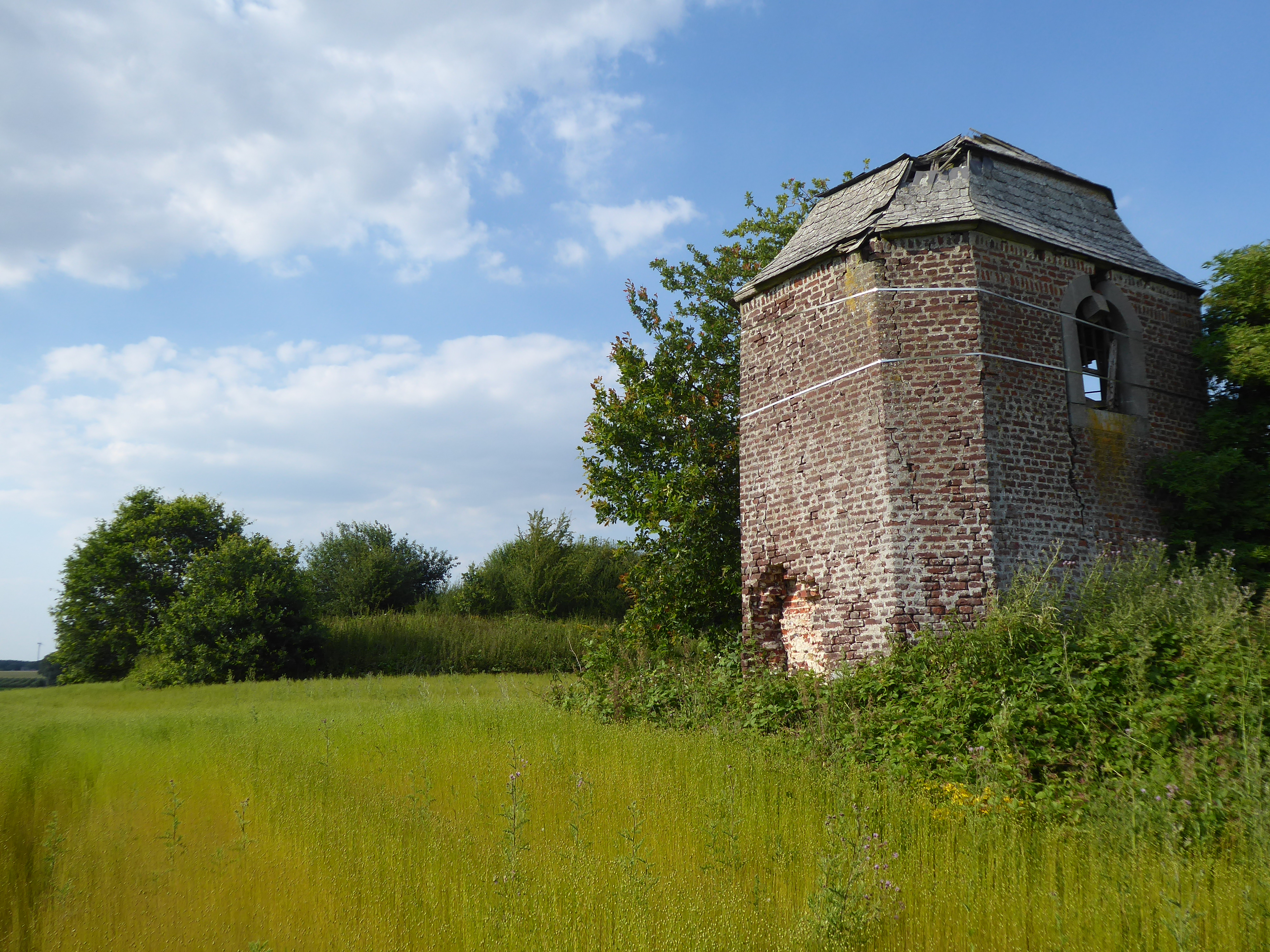
La chapelle Saint Donat

## Histoire
En février 1874, des fouilles furent menées par A. Kempeneers et Georges de Looz. Les objets découverts se trouvent au musée Curtius de Liège.